# Середовина (посёлок)
Середови́на — посёлок в Невьянском районе Свердловской области России, восточный пригород Невьянска. Входит в Невьянский муниципальный округ. Бывший административный центр Середовинского сельсовета.
В списках населённых пунктов конца XIX века посёлок под названием Середовина не значится.
С 1820 года по 1961 год на месте посёлка работал рудник «Середовина» («Середовина Невьянская»).

## Население
| 2002 | 2010 | 2021 |
| ---- | ---- | ---- |
| 286  | ↘247 | ↘239 |

По данным Всероссийской переписи населения 2010 года, постоянное население Середовины составляло 247 человек — 117 мужчин и 130 женщин. По данным Всероссийской переписи населения 2002 года, русские составляли 81 % от общего числа жителей посёлка.

## География
Середовина расположена неподалёку от Невьянского пруда. В полутора километрах к западу от посёлка начинаются кварталы Невьянска. Расстояние до ближайшей станции Невьянск — 7 километров.
Южнее посёлка проходит автодорога Невьянск — Верхняя Пышма (старый Верхотурский тракт), а в полукилометре севернее посёлка — автодорога Невьянск — Реж.

## Инфраструктура
В Середовине есть магазин. Действует конный клуб «Анастасия».
До посёлка можно добраться на автобусе из Невьянска.